# مگی اسمیت
دِیم مارگارت ناتالی اسمیت (انگلیسی: Dame Margaret Natalie Smith؛ ۲۸ دسامبر ۱۹۳۴ – ۲۷ سپتامبر ۲۰۲۴) بازیگر بریتانیایی بود. او که به خاطر شوخ‌طبعی هم در نقش‌های کمدی و هم در نقش‌های دراماتیک شناخته شده بود، بیش از هفت دهه فعالیت گسترده‌ای در تئاتر و سینما داشت و یکی از شناخته‌شده‌ترین و پرکارترین بازیگران زن بریتانیا به‌شمار می‌رفت. او دریافت‌کنندهٔ جوایز مختلفی از قبیل دو جایزهٔ اسکار، یک جایزهٔ تونی و چهار جایزهٔ امی ساعات پربیننده بود. این جوایز او را به معدود بازیگرانی بدل کردند که تاج سه‌گانهٔ بازیگری را دریافت کرده‌اند. او همچنین هفت جایزهٔ بفتا و سه جایزهٔ گلدن گلوب کسب کرده است. اسمیت در سال ۱۹۹۰ به‌دلیل خدماتش در نمایش ازطرف الیزابت دوم لقب دِیم را دریافت کرد و در سال ۲۰۱۴ نشان افتخاری سلطنتی ازسوی ملکه بریتانیا به او اعطا شد.
اسمیت برای نقش‌آفرینی در بهار زندگی دوشیزه جین برودی (۱۹۶۹) برندهٔ جایزهٔ اسکار بهترین بازیگر زن و برای سوئیت کالیفرنیا (۱۹۷۸) برندهٔ جایزهٔ اسکار بهترین بازیگر نقش مکمل زن شد. او یکی از هفت بازیگر زن است که در هر دوی این رشته برندهٔ جایزهٔ شده‌اند. دیگر فیلم‌هایی که برای آنها نامزد دریافت جایزهٔ اسکار شده اتلو (۱۹۶۵)، سفرهای من و عمه‌ام (۱۹۷۲)، اتاقی با یک چشم‌انداز (۱۹۸۵) و گاسفورد پارک (۲۰۰۱). دیگر فیلم‌های قابل توجه اسمیت هری پاتر (۲۰۰۱–۲۰۱۱)، قتل با مرگ (۱۹۷۶)، مرگ بر روی نیل (۱۹۷۸)، برخورد تایتان‌ها (۱۹۸۱)، شیطان زیر آفتاب (۱۹۸۲)، هوک (۱۹۹۱)، راهبه بدلی (۱۹۹۲)، راهبه بدلی ۲: بازگشت به عادت (۱۹۹۳)، باغ مخفی (۱۹۹۳)، بهترین هتل عجیب مریگولد (۲۰۱۲) و بانویی در ون (۲۰۱۵) هستند.
اسمیت به خاطر بازی در نقش وایولت کرالی در مجموعهٔ درام تاریخی بریتانیایی دانتون ابی (۲۰۱۰–۲۰۱۵) بار دیگر مورد توجه قرار گرفت. این نقش سه جایزه امی برای او به ارمغان آورد. او قبلاً برای فیلم My House in Umbria (۲۰۰۳) از شبکه اچ‌بی‌او برنده این جایزه شده بود.

## زندگی شخصی
مارگارت ناتالی اسمیت در ۲۸ دسامبر ۱۹۳۴ در شهر ایلفورد، اسکس زاده شد. پدر او ناتانیل اسمیت (۱۹۰۲–۱۹۹۱) آسیب‌شناس اهل نیوکاسل بود که در دانشگاه آکسفورد کار می‌کرد و مادرش مارگارت هاتن (۱۸۸۶–۱۹۹۷) یک منشی اهل گلاسگو بود. او در چهار سالگی، به همراه خانواده‌اش به شهر آکسفورد نقل مکان کرد. اسمیت تا ۱۶ سالگی در دبیرستان آکسفورد تحصیل کرد و پس از آن به خانه تئاتر آکسفورد رفت.
مارگارت در ۲۹ ژوئن ۱۹۶۷ با رابرت استیونز ازدواج کرد. او از ازدواج اول خود صاحب دو پسر به نام‌های کریس و توبی شد که هردوی آنها بازیگر هستند. مگی و رابرت در ۶ آوریل ۱۹۷۵ از هم جدا شدند. مدتی بعد مارگارت با برولی کراس (نمایشنامه‌نویس) ازدواج کرد و تا زمان مرگ برولی در ۱۹۹۸ با او زندگی کرد. اسمیت هیچ‌گاه از ازدواج دوم خود بچه‌دار نشد. او ۵ نوه داشت.
در ژانویه ۱۹۸۸ مشخص شد که اسمیت به بیماری گریوز مبتلا شده است و به همین خاطر تحت جراحی نوری و پرتودرمانی قرار گرفت. همچنین در سال ۲۰۰۷ به سرطان سینه مبتلا شد که این اتفاق همزمان با فیلمبرداری هری پاتر و شاهزاده دورگه بود. اما اسمیت برای ناامید نکردن طرفداران همچنان نقش خود را در فیلم بازی کرد. بیماری سرطان او در سال ۲۰۰۹ بهبود یافت.
در سپتامبر ۲۰۱۱ اسمیت حمایت خود برای جمع‌آوری مبلغ ۴/۶ میلیون دلار برای بازسازی تئاتر کورت در کرایست‌چرچ که بر اثر زمین‌لرزه خسارت دیده بود را اعلام کرد. همچنین در ۲۷ نوامبر ۲۰۱۲ نقاشی‌ای که خود کشیده بود را در حراج پنجه مشهور به فروش گذاشت تا صرف کمک به حفاظت از گربه‌های ولگرد شود.

## فعالیت حرفه‌ای
مگی اسمیت از سال ۱۹۵۲ شروع به بازیگری در خانه تئاتر آکسفورد کرد. او در سال ۱۹۵۶ برای نخستین بار در یک فیلم سینمایی با نقش کوتاهی ایفای نقش کرد و در سال ۱۹۵۸ نخستین فیلم سینمایی خود را در جایگاه نقش اول با نام جایی برای رفتن نیست بازی کرد. او در طول عمر خود در بیش از ۶۰ فیلم، ۷۰ نمایش و چندین مجموعه تلویزیونی به ایفای نقش پرداخت. او همچنین به عنوان صداپیشه در چند فیلم، پویانمایی و بازی ویدئویی ظاهر شد.
اسمیت در سال ۱۹۷۰ و برای ایفای نقش خانم برودی در فیلم بهار زندگی دوشیزه جین برودی جایزه اسکار بهترین بازیگر نقش اول زن را دریافت کرد. او در سال ۱۹۷۹ برای ایفای نقش دایانا بری در فیلم سوئیت کالیفرنیا جایزه اسکار بهترین بازیگر نقش مکمل زن را دریافت کرد. اسمیت از سال ۲۰۰۱ با ایفای نقش کارکنان هاگوارتز در مجموعه فیلم‌های هری پاتر محبوبیت زیادی بین طرفداران هری پاتر پیدا کرد.
اسمیت از بازیگران اصلی سریال تلویزیونی دانتون ابی در نقش وایولت کراولی بود و برای این نقش سه بار برنده جایزه امی و یک جایزه گلدن گلوب شد. اگر چه این سریال در فصل ششم به پایان رسید اما فیلم سینمایی دانتون ابی در ادامه این سریال ساخته شد و مگی اسمیت در آن به ایفای نقش پرداخت. دومین فیلم سینمایی دانتون ابی هم ساخته شده است.
مگی اسمیت در بیش از ۷۰ نمایش به ایفای نقش پرداخت. او گفته بود: «همیشه صحنه تئاتر را بیشتر از جلوی دوربین دوست دارم؛ زیرا مخاطب با نگاه خود مرا می‌بیند نه از نگاه دوربین. و من هم مخاطب را می‌بینم و این حس خوبی دارد. البته نباید فراموش کرد که بازی‌های بد در تئاتر فراموش می‌شوند ولی بازی‌های بد جلوی دوربین برای همیشه می‌مانند.» مگی اسمیت ۶ بار جایزه بهترین بازیگر زن تئاتر را از ایونینگ استاندارد دریافت کرد. او همچنین یک جایزه تونی دارد.

## درگذشت و واکنش‌ها
اسمیت در ۲۷ سپتامبر ۲۰۲۴ در بیمارستان چلسی و وست‌مینستر لندن در سن ۸۹ سالگی درگذشت. پادشاه چارلز سوم در بیانیه‌ای نوشت: «در حالی که پرده از یک گنج ملی برداشته می‌شود، ما به همه کسانی در سراسر جهان می‌پیوندیم تا با صمیمیت از او یاد کنند. بسیاری از اجراهای عالی او مورد تحسین و محبت قرار داشت، گرما و شوخ‌طبعی‌اش در صحنه و خارج از صحنه می‌درخشید.» اسمیت توسط سیاستمدارانی از جمله ریشی سوناک و نخست‌وزیر، کی‌یر استارمر که وی را «گنجینه ملی» توصیف کردند، مورد ستایش قرار گرفت.
چهره‌های متعددی در صنعت سرگرمی به اسمیت ادای احترام کردند، از جمله ووپی گلدبرگ، همبازی او در راهبه بدلی که او را به عنوان یک زن بزرگ و یک بازیگر درخشان توصیف کرد و گفت هنوز نمی‌توانم باور کنم که به اندازه کافی خوش شانس بودم که با کسی مثل او کار کنم. دنیل رادکلیف همبازی او در مجموعه هری پاتر بیانیه‌ای منتشر کرد که در بخشی از آن نوشته بود: «من همیشه خودم را به‌طور شگفت‌انگیزی خوش‌شانس می‌دانم که توانستم با او کار کنم… کلمه افسانه بیش از حد استفاده می‌شود، اما اگر در مورد او استفاده کنیم صدق می‌کند.» روپرت گرینت دیگر همبازی او در فیلم‌های هری پاتر پیانیه‌ای در اینستاگرام خود منتشر کرد که نوشته بود: «از شنیدن خبر در مورد مگی دل‌شکسته هستم. او بسیار خاص، همیشه خوشرو و مهربان بود. من بسیار خوش شانس هستم که یک مجموعه را با او به اشتراک داشته‌ام و به ویژه خوش شانس هستم که یک رقص را به اشتراک داشته‌ام. دلم برات تنگ میشه مگی. همه عشقم را برای خانواده او می‌فرستم.» اما واتسون همبازی دیگر او نیز در مجموعه هری پاتر بیانیه‌ای منتشر کرد که در بخشی از آن می‌خوانیم: «او واقعی، صادق، خنده‌دار و با عزت نفس بود. مگی، در پیش رویت استادان زیادی از مردان وجود داشتند اما به استادی روش خودت را حفظ کردی. از همه شما و محبتت متشکرم، دلم برایت تنگ خواهد شد.»، برخی دیگر که به اسمیت ادای احترام کردند جی. کی. رولینگ خالق هری پاتر، بانی رایت، جولین فلوز، هیو بونه‌ویل، میشل داکری، وایولا دیویس، کریستین اسکات توماس، هریت والتر، میا فارو و راب لو هستند.

## فیلم‌شناسی
- جایی برای رفتن نیست (۱۹۵۹)
- آدم‌های خیلی مهم (۱۹۶۳)
- خیانتکار (۱۹۶۴)
- کسیدی جوان (۱۹۶۵)
- اتلو (۱۹۶۵)
- ظرف عسل (۱۹۶۷)
- بهار زندگی دوشیزه جین برودی (۱۹۶۹)
- اوه! چه جنگ دلپذیری (۱۹۶۹)
- سفرهای من و عمه‌ام (۱۹۷۲)
- قتل با مرگ (۱۹۷۶)
- مرگ بر روی نیل (۱۹۷۸)
- سوئیت کالیفرنیا (۱۹۷۸)
- برخورد تایتان‌ها (۱۹۸۱)
- کوارتت (۱۹۸۱)
- شیطان زیر آفتاب (۱۹۸۲)
- مبلغ مذهبی (۱۹۸۲)
- دیر رسیدن بهتر از هرگز نرسیدن است (۱۹۸۳)
- یک عملکرد خصوصی (۱۹۸۵)
- لیلی عاشق (۱۹۸۵)
- اتاقی با یک چشم‌انداز (۱۹۸۵)
- شور تنهایی جودیت هرن (۱۹۸۷)
- هوک (۱۹۹۱)
- راهبه بدلی (۱۹۹۲)
- رومئو و جولیت (۱۹۹۲)
- باغ مخفی (۱۹۹۳)
- راهبه بدلی ۲: بازگشت به عادت (۱۹۹۳)
- باغ مخفی (۱۹۹۳)
- ریچارد سوم (۱۹۹۵)
- اولین باشگاه همسران (۱۹۹۶)
- میدان واشینگتن (۱۹۹۷)
- چای با موسولینی (۱۹۹۹)
- همه مردان پادشاه (۱۹۹۹)
- آخرین سپتامبر (۱۹۹۹)
- هری پاتر و سنگ جادو (۲۰۰۱)
- گاسفورد پارک (۲۰۰۱)
- هری پاتر و تالار اسرار (۲۰۰۲)
- اسرار غیبی انجمن خواهرانه یایا (۲۰۰۲)
- خانه من در آمبریا (۲۰۰۳)
- هری پاتر و زندانی آزکابان (۲۰۰۴)
- زنان بنفش‌پوش (۲۰۰۴)
- هری پاتر و جام آتش (۲۰۰۵)
- مراقبت از مامان (۲۰۰۵)
- هری پاتر و محفل ققنوس (۲۰۰۷)
- جین شدن (۲۰۰۷)
- دستگیری مری (۲۰۰۷)
- هری پاتر و شاهزاده دورگه (۲۰۰۹)
- گاه و بی‌گاه (۲۰۰۹)
- بازگشت دایه مکفی (۲۰۱۰)
- نومئو و جولیت (۲۰۱۱)
- هری پاتر و یادگاران مرگ - قسمت دوم (۲۰۱۱)
- بهترین هتل عجیب مریگولد (۲۰۱۲)
- کوارتت (۲۰۱۲)
- بانوی پیر من (۲۰۱۴)
- دومین هتل فوق‌العاده شگفت‌انگیز ماریگولد (۲۰۱۵)
- بانویی در ون (۲۰۱۵)
- شرلوک نومز (۲۰۱۸)
- دانتون ابی (۲۰۱۹)
- پسری به نام کریسمس (۲۰۲۱)
- باشگاه معجزه (۲۰۲۳)

### بخشی از مجموعه‌های تلویزیونی
- دیوید کاپرفیلد (۱۹۹۹)
- دانتون ابی (۱۵–۲۰۱۰)